# Anandapur
Anandapur è una città dell'India di 35.043 abitanti, situata nel distretto di Kendujhar, nello stato federato dell'Orissa. In base al numero di abitanti la città rientra nella classe III (da 20.000 a 49.999 persone).

## Geografia fisica
La città è situata a 21° 12' 53 N e 86° 6' 37 E e ha un'altitudine di 42 m s.l.m..

## Società

### Evoluzione demografica
Al censimento del 2001 la popolazione di Anandapur assommava a 35.043 persone, delle quali 17.955 maschi e 17.088 femmine. I bambini di età inferiore o uguale ai sei anni assommavano a 4.069, dei quali 2.074 maschi e 1.995 femmine. Infine, coloro che erano in grado di saper almeno leggere e scrivere erano 25.260, dei quali 14.321 maschi e 10.939 femmine.